# 沙坪坝站
沙坪坝站位于中国重庆市沙坪坝区小龙坎，曾是1979年襄渝铁路正式通车时启用的客运车站，中国铁路成都局集团有限公司重庆车站管辖的三等站。本站于2011年停运后改建为集铁路客运、城市轨道交通、城市公交、出租和社会车辆等运输功能于一体的综合性交通枢纽，同时在车站上方建设城市商业地产。改建工程于2012年底开工，其中车站已于2017年全面建成，并于2018年1月25日启用，而其上盖工程“龙湖光年”及商业龙湖重庆金沙天街于2020年12月30日建成并投入使用。

## 历史

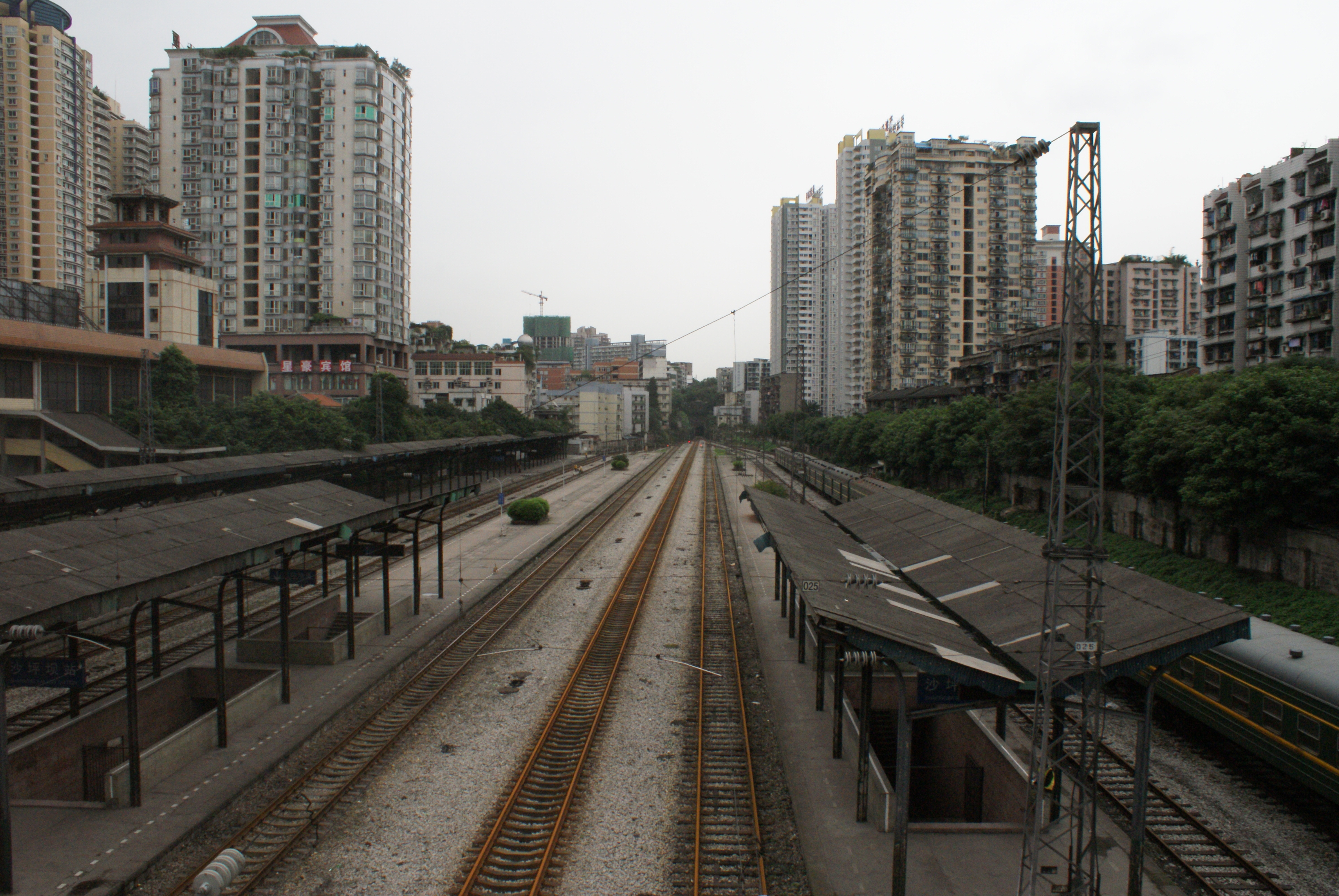
车站站台（2008年）

沙坪坝站最初为襄渝铁路支线梨菜铁路（梨树湾-菜园坝）上的一个车站，于1979年启用。车站自建站后就营运繁忙，运客量日益增多，1984年的客运量达26万人次。随着铁路的通车，配套的铁路职工宿舍选定在车站站台北端，命名沙坪坝铁路北站职工住宅新村，简称“沙铁村”。
沙坪坝站作为襄渝铁路上的重要站点，于1988年时改名为“重庆北站”。1990年重庆站开始改造工程，沙坪坝站被用来缓解重庆站客运紧张状况，起到减轻重庆站客流压力的作用。当年春运沙坪坝站开行原重庆始发到北京、郑州、武昌的直通列车，以及部分春运临客列车在沙站始发，使得车站日发送旅客最高峰达到1万余人，年发送旅客120万人。
2006年位于重庆市渝北区龙头寺的龙头寺火车站被正式命名为重庆北站。为避免市民将这两个车站混淆，沙坪坝的老“重庆北站”随之更名为建站之初的“沙坪坝站”，尽管此后一段时间内仍有出租车司机将欲前往龙头寺的乘客载至沙坪坝。重庆北站启用后，沙坪坝站客流迅速下滑。截至2011年每日仅有两趟列车停靠，年发送旅客25万人。
2011年5月8日：沙坪坝站在重庆开往南充的5608次列车开出后停止使用，开始拆除站房、站台和轨道，原址改建为包含铁路运输在内的综合性城市交通枢纽。
沙坪坝综合交通枢纽建设工程于2012年12月28日正式开工。新站于2016年底大致封顶，并于2017年5月开始铺轨。2017年10月开始进行内部装修。改造完成的沙坪坝站于2018年1月25日启用并接发10对来往成都东至沙坪坝的高速动车组列车。

## 车站结构

### 站房
沙坪坝铁路综合交通枢纽融高铁站房、综合换乘体系、配套城市道路、城市轨道交通及城市广场为一体。车站上方将建设商业物业设施，成为沙坪坝商圈的一部分。作为国内第一例火车站加盖的综合枢纽，沙坪坝铁路综合交通枢纽总投资100亿元。

### 楼层分布
| 地面 | 进站口   | 售票厅，安检口                                |
| 地面 | 高铁站房 | 候车室，检票口                                |
| -1   | 下穿公路 | 站东路（陈家湾-小龙坎方向单行道）             |
| -1   | 公交站场 | 上盖物业车行入口                              |
| -2   | 侧式站台 | 侧式站台                                      |
| -2   | 1站台    | 成渝客运专线 往重庆方向（重庆站）             |
| -2   | 2站台    | 成渝客运专线 往重庆方向（重庆站）             |
| -2   | 岛式站台 |                                               |
| -2   | 3站台    | 成渝客运专线 往重庆方向（重庆站）             |
| -2   | 通过线   | 成渝客运专线下行列车通过线                    |
| -2   | 通过线   | 成渝客运专线上行列车通过线                    |
| -2   | 4站台    | 成渝客运专线 往成都东方向（璧山站）           |
| -2   | 岛式站台 |                                               |
| -2   | 5站台    | 成渝客运专线 往成都东方向（璧山站）           |
| -2   | 出租车场 |                                               |
| -3   | 停车场   | 社会车辆用                                    |
| -4   | 换乘大厅 | 高铁出站口，可通往地面或地铁站厅              |
| -4   | 停车场   | 共享汽车、社会车辆用                          |
| -5   | 停车场   |                                               |
| -5   | 下穿公路 | 站西路、站东路（预留）                        |
| -6   | 停车场   |                                               |
| -7   | 停车场   |                                               |
| -7   | 地铁站厅 | 9号线站厅                                     |
| -7   | 换乘通道 | 换乘1号线（三峽廣場下方）、环线（天陈路下方） |
| -8   | 地铁站台 | 环线站台                                      |

## 上盖物业
沙坪坝站拥有中国铁路系统内首个真正意义上的上盖物业，主要包括沙坪坝双子塔“龙湖光年”、商业龙湖金沙天街和既有三峡广场的扩建工程，龙湖光年和金沙天街已于2020年12月30日投用。